# Droga magistralna A14 (Łotwa)
Droga magistralna A14 (łot. Autoceļš A14) – łotewska droga magistralna o długości 15,6 km. Jest zachodnią obwodnicą miasta Dyneburg. Łączy drogi magistralne A6 i A13. Jest częścią trasy europejskiej E262.
Droga A14 rozpoczyna się przy skrzyżowaniu z drogą magistralną A6, która biegnie w kierunku Rygi i Rzeżycy. Po oddaleniu się od skrzyżowania magistrala kieruje się na południe i pokonuje rzekę Dźwinę. W Šventė magistrala spotyka się z drogą P70, która biegnie w kierunku miasta Iłuksza. Droga A14 kończy się przy skrzyżowaniu z drogą magistralną A13, która biegnie w kierunku Kowna i Wilna.